# 聖山 (長野県)
聖山（ひじりやま）は、長野県長野市と東筑摩郡麻績村との境にある、標高1,447.1メートルの山。聖山高原県立公園内に位置している。

## 概要
聖高原の主峰で、四阿屋山・冠着山とともに筑北三山のひとつに数えられる。山の名は水の出る場所を意味する「水地（ひじ）山」に由来する。山麓は湧水が豊富で水配りの神として樋知大神社が祀られており、鎌倉時代に越後国の高僧学道が道場を設けて開山したことから「聖（ひじり）」の山として「聖山」と名付けられた。
東の聖峠（標高1320m）からの登山道として三和峠登山道と坊平登山道、北東の長野市側からの登山道として旧聖山高原パノラマスキー場登山道がある。電波塔（アンテナ）が多数建っている場所が山頂で、山頂の眺望は360度ありとてもよい。

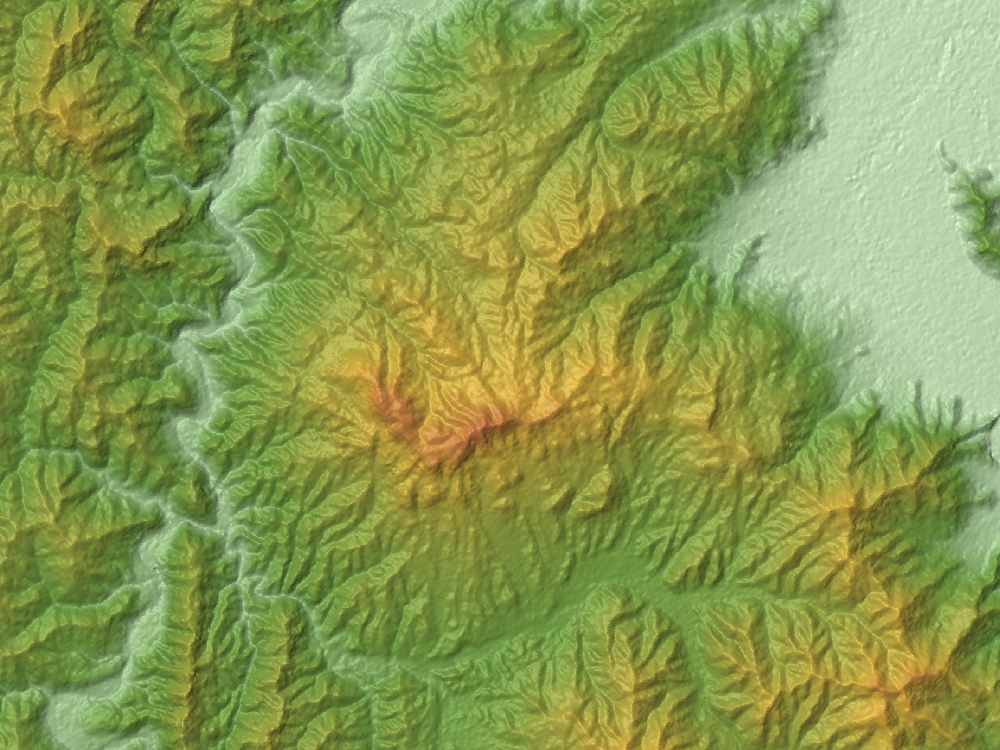
聖山周辺の地形図

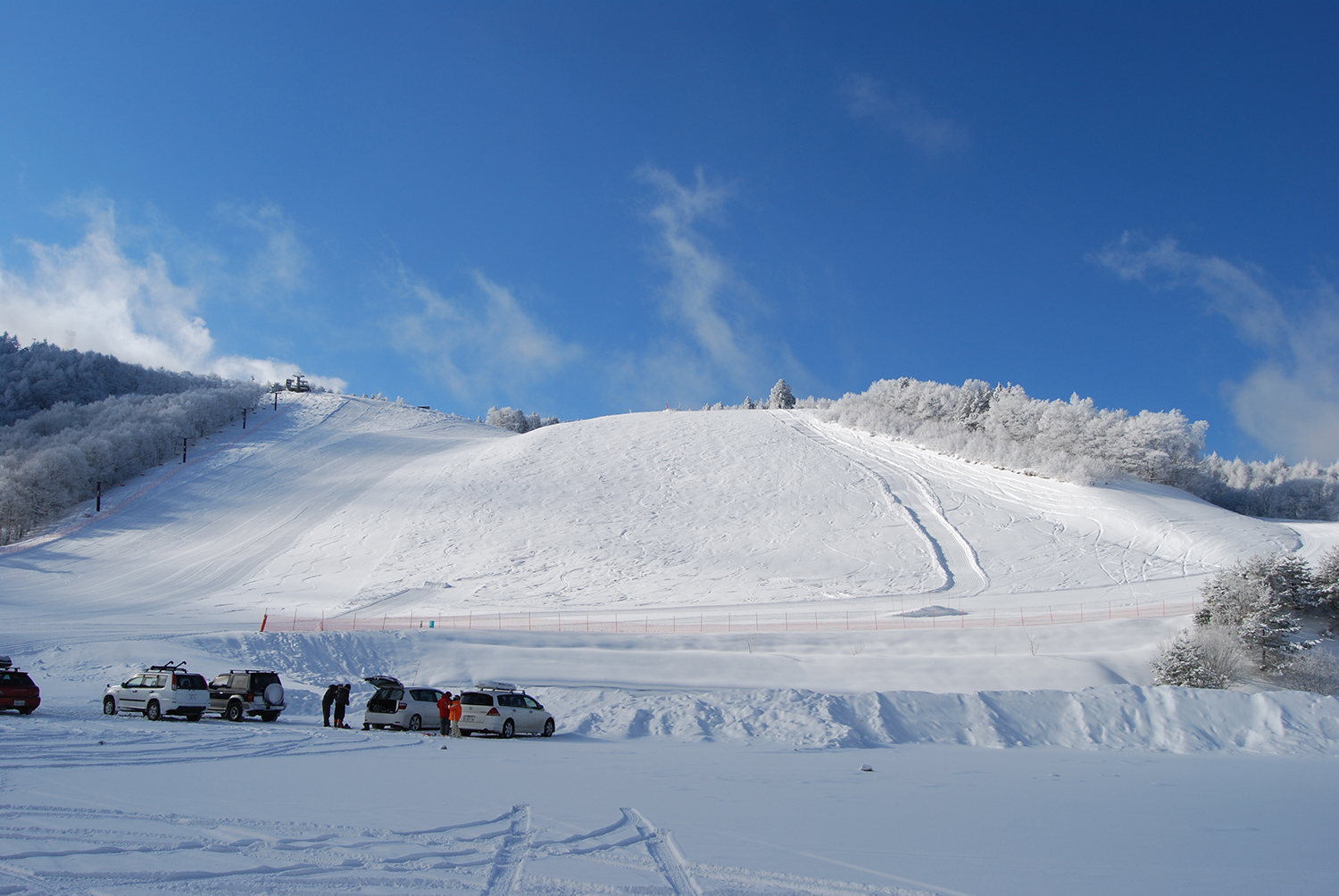
旧聖山パノラマスキー場

## 隣接する山
- 高雄山（1,166m）